# The Definitive Collection (dvd av Abba)
The Definitive Collection är en dvd som gavs ut av Universal till den svenska popgruppen Abba:s 30-årsjubileum 2004 och innehåller gruppens alla musikvideor plus bonusmaterial. 
Abba gjorde sina första musikvideor långt före MTV:s tid (MTV startade 1981 i USA). "Waterloo" var den första musikvideon gruppen gjorde. Detta skedde i samarbete med regissör Lasse Hallström. Videon filmades i juli 1974 och samtidigt filmade man även en video till "Ring ring". Hallström var ett naturligt val för gruppen då han redan på 1960-talet hade filmat musikarrangemang för SVT. Samarbetet med Hallström fortsatte och han regisserade alla utom de två sista av Abbas musikvideor ("The Day Before You Came" och "Under Attack", vilka regisserades av Kjell Sundvall och Kjell-Åke Andersson).
Lasse Hallströms sätt att göra musikvideor kom att bli stilbildande; hans filmning av närbilder av medlemmarna i profil och en face användes i flertalet av gruppens musikvideor.

## Videolista
- "Waterloo" (1974)
- "Ring Ring" (1974)
- "Mamma Mia" (1975)
- "SOS" (1975)
- "Bang-A-Boomerang" (1975)
- "I Do, I Do, I Do, I Do, I Do" (1975)
- "Fernando" (1976)
- "Dancing Queen" (1976)
- "Money, Money, Money" (1976)
- "Knowing Me, Knowing You" (1977)
- "That's Me" (1976)
- "The Name of the Game" (1977)
- "Take a Chance on Me" (1978)
- "Eagle" (1978)
- "One Man, One Woman" (1978)
- "Thank You for the Music" (1978)
- "Summer Night City" (1978)
- "Chiquitita" (1979)
- "Does Your Mother Know" (1979)
- "Voulez-Vous" (1979)
- "Gimme! Gimme! Gimme! (A Man After Midnight)" (1979)
- "On and On and On" (1980)
- "The Winner Takes It All" (1980)
- "Super Trouper" (1980)
- "Happy New Year" (1980)
- "When All is Said and Done" (1981)
- "One of Us" (1981)
- "Head Over Heels" (1982)
- "The Day Before You Came" (1982)
- "Under Attack" (1982)

## Bonusspår
- "When I Kissed the Teacher" (från TV-specialen Abba-Dabba-Dooo 1976)
- "Estoy Soñando" (spansk version av "I Have A Dream" 1979)
- "Felicidad" (spansk version av "Happy New Year" 1980)
- "No Hay A Quien Culpar" (spansk version av "When All is Said and Done" 1981)
- "Dancing Queen" (framförd vid Kungliga Operan, Stockholm 1976)